# Izarraitz (Azcoitia)
Izarraitz es una entidad de población española del municipio de Azcoitia, perteneciente a la provincia de Guipúzcoa, en la comunidad autónoma del País Vasco.

## Toponimia
El lugar puede aparecer referido con las grafías «Izarraitz», «Itzarraitz» e «Itzarriz».

## Geografía
El lugar se encuentra al pie del monte Izarraitz.

## Historia
Hacia mediados del siglo XIX, el lugar era referido como una anteiglesia ya por entonces perteneciente a Azcoitia. Aparece descrito en el noveno volumen del Diccionario geográfico-estadístico-histórico de España y sus posesiones de Ultramar de Pascual Madoz con las siguientes palabras:

ITZARRIZ: anteigl. en la prov. de Guipúzcoa, part. jud. de Azpeitia, térm. de Azcoitia (V.), en cuyo ayunt. está comprendida, y de cuya parr. es filial, hallándose servida por un coadjutor. Está sit. al pie del mnte de su nombre, de que se habló en la descripcion del territorio de Guipúzcoa (V.): llámase esta anteigl., de Madariaga.
(Madoz, 1847, p. 470)

En 2022, tenía empadronados 320 habitantes.